# 函館競馬場
函館競馬場（はこだてけいばじょう/ 英: Hakodate Racecourse）は、北海道函館市にある中央競馬の競馬場。

## 競馬場概要
- 所在地: 函館市駒場町12-2[1]
- 駐車場: 開催時有料（1000円）、パークウインズ時無料
- 入場料金: 一般席100円, A指定席 (226席)1500円, B指定席 (267席)1000円[注 1][2]
- 在宅投票システム: 詳細記事を参照
- 電話投票用競馬場コード: 02#

1896年に開場され、日本に現存する競馬場としては最も長い歴史をもつ（#歴史も参照）。
JRAでは、非開催時も場外発売所（場外発売時は「パークウインズ函館」と呼称）として使用している。
函館市の「避難所」に指定されており、大規模地震の発生時は駐車場が避難所として利用される。

### スタンド・施設
2010年より供用を開始した新スタンドには「展望デッキ」が設置され、函館山や函館市内を一望できる。あわせて改修していたパドックも使用開始され、馬の脚元付近の視点から見ることが可能な「ダッグアウトパドック」が新たに採用された。
ダートコースの内側には調教用のウッドチップコースが設けられている。これはかつて中央競馬に所属していたアラブ系競走馬の調教コースだったものを改修してできたもので、JRAの競馬場内にある調教施設としては函館競馬場にのみ設置されている。このため札幌競馬開催中でも函館競馬場に滞在して調教を行う馬も存在する。このほか近隣の湯の川温泉を源泉とする「馬温泉所」も設けられており、夏季には札幌・函館開催に出走する競走馬が利用する。2019年までは、冬季に福島県いわき市の競走馬リハビリテーションセンター（いわゆる「馬の温泉」）の実質的な分室として療養を行っていた。さらに中央競馬の競馬場では唯一となる、競走馬用の手術室も設けられている（2011年に大井競馬場内に手術室も含めた二次診療施設が設けられるまでは国内唯一の手術室を備えた競馬場であった）。

## コース概要
芝コース・ダートコースともに第2コーナーから第3コーナーにかけて3.5mの高低差があり、主要4場（中山・東京・京都・阪神）を除くローカル開催の競馬場（札幌・函館・福島・新潟・中京・小倉）では最大の数値（芝コースの高低差3.5mは中京と並んで最大）となっている。正面直線の中ほどからやや1コーナー寄りに設置されているゴール板から第2コーナーまでなだらかに下り、その後第3コーナーあたりまで上り勾配が続き、最後は直線に向けてなだらかに下る。

芝コースは第4コーナーからゴールまでの直線が262.1m (A・Bコース)しかなく、中央競馬を開催する競馬場では最も短い。1994年のコース改修工事でスパイラルカーブが導入され、コーナーが曲がりやすくなった。あわせて、芝コースに用いる芝も札幌競馬場と同様に100%洋芝へ変更された｡コース改修後最初の開催は1開催（当時の9月開催）限定で行われ、芝コースは芝の育成・保護のため使用せず、ダートコースのみで行った｡
洋芝コースはパワーとスタミナを要するとされ、馬により適性も異なるため道外の競馬場で結果を残せなかった馬が函館競馬場や札幌競馬場で好走する例がみられる。また、北海道の南端に位置する函館は梅雨前線の影響を受け雨にたたられやすいうえ、耐久性に乏しい洋芝は開催の後半になると内側の芝に傷みが目立つようになり、タイムを要するコースコンディションとなることが多い。

### 芝コース
- 1周距離：Aコース1626.6m、Bコース1651.8m、Cコース1676.9m[11]
- 直線：A・Bコース262.1m、Cコース264.5m[11]
- コース幅員：Aコース29m、Bコース25m、Cコース21m[11]
- 距離設定：1000m、1200m、1700m、1800m、2000m、2600m[11]
- 出走可能頭数（フルゲート）：1000m14頭、1700m12頭、その他16頭（いずれもAコース使用時）[14]

### ダートコース
現在行われている中央競馬について記す。
- 1周距離：1475.8m[11]
- 直線：260.3m[11]
- コース幅員：20m[11]
- 距離設定：1000m、1700m、2400m[11]
- 出走可能頭数（フルゲート）：1700m14頭[15]、その他12頭[14]

## 歴史

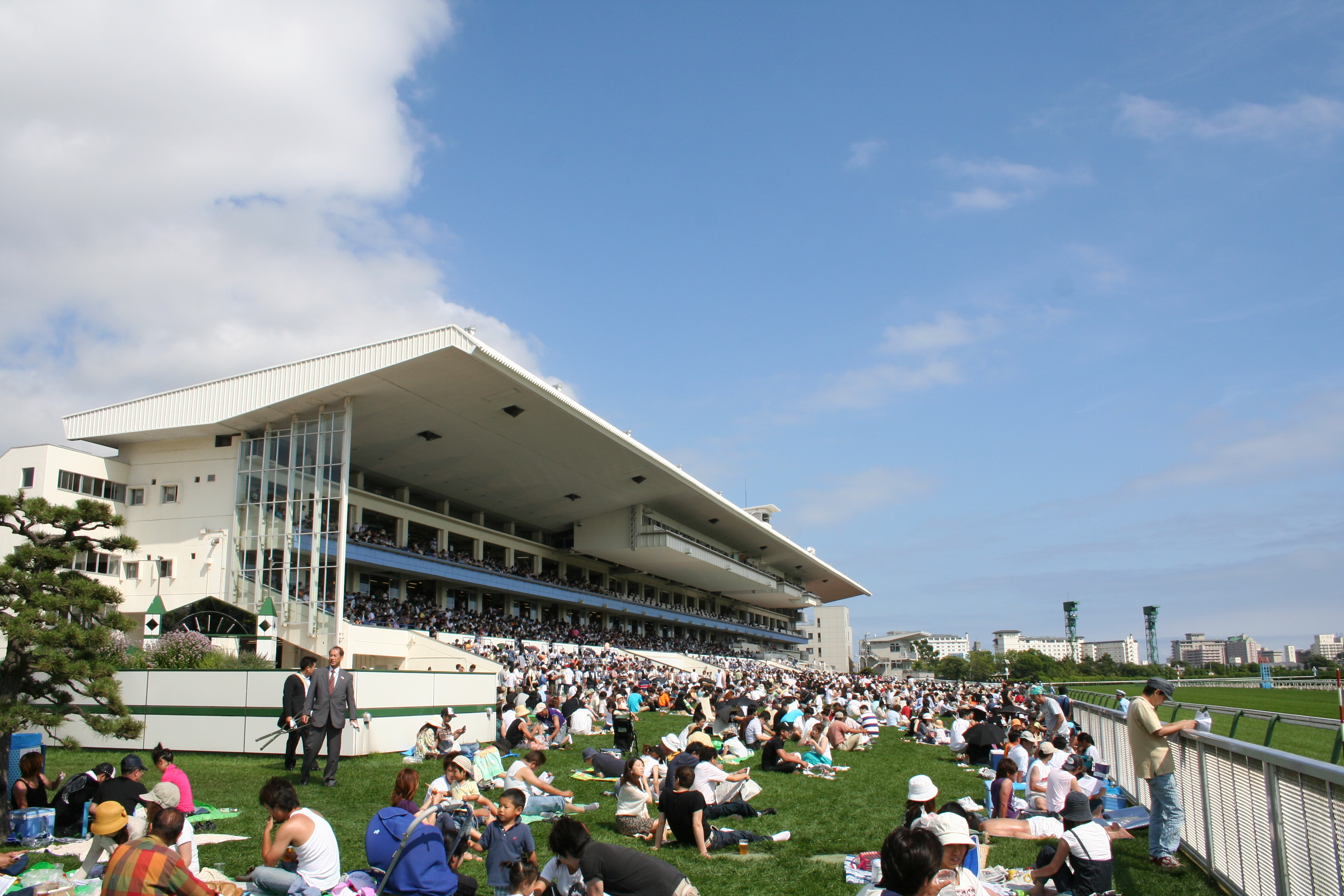
旧メインスタンド

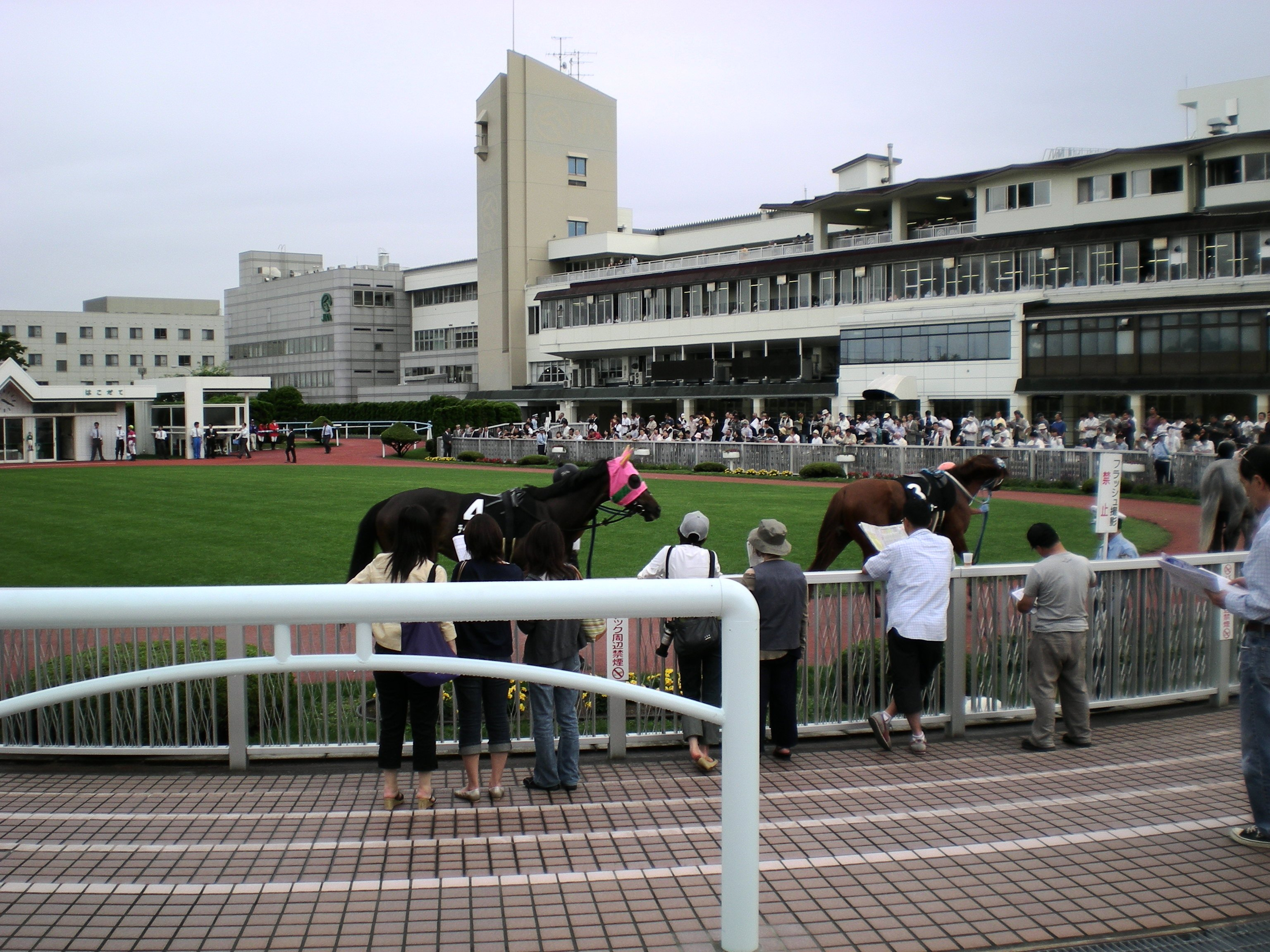
改修前のパドックと旧メインスタンド

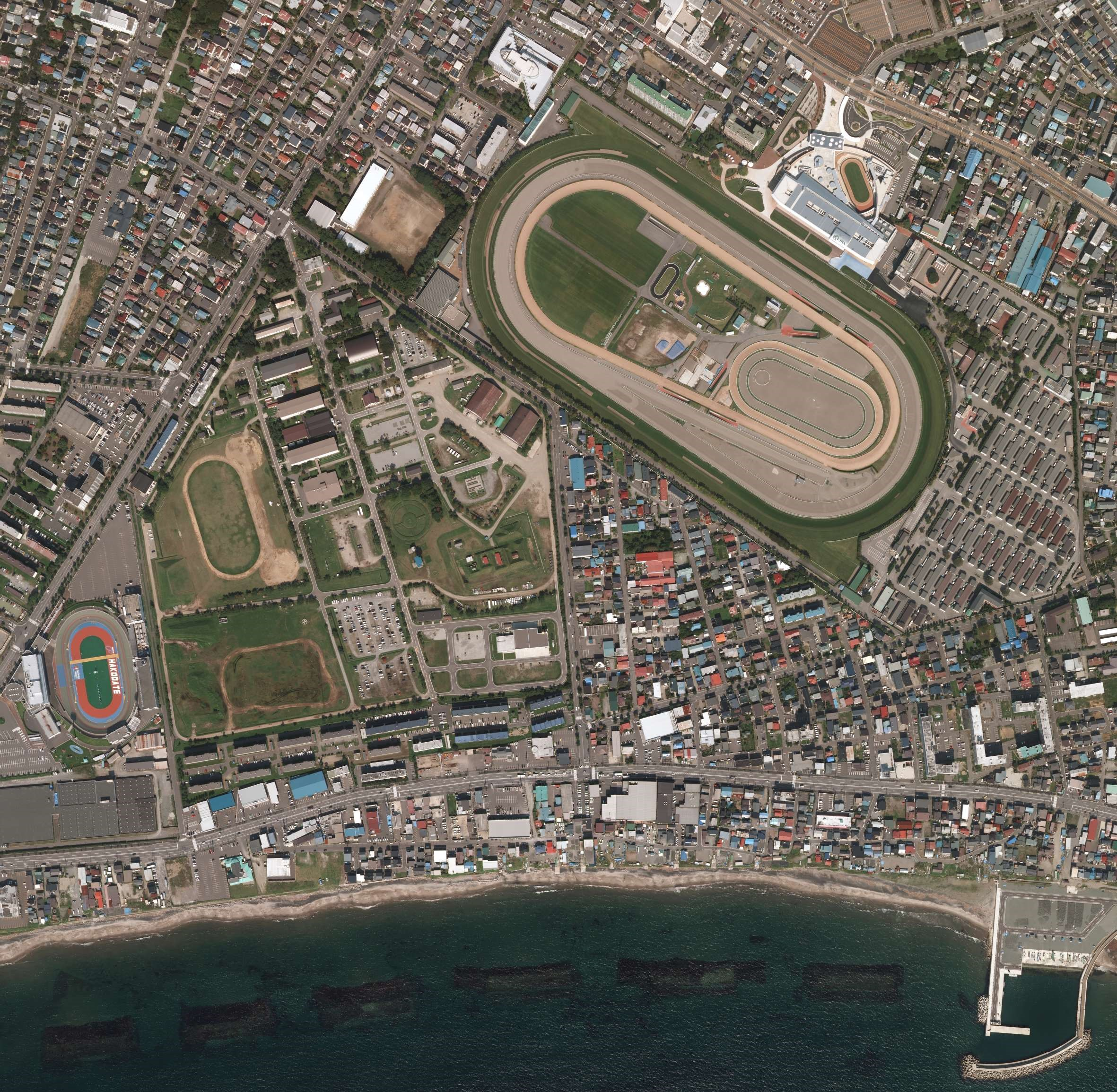
函館競馬場付近の空中写真
芝コース・ダートコースの内側にウッドチップコースがあるのがわかる。

### 函館競馬の変遷
1853年（嘉永6年）にペリー提督が率いるアメリカ東インド艦隊が日本の開国を求めて浦賀沖に来航したことを契機として、翌年に江戸幕府との間で日米和親条約が締結され、1859年（安政6年）に箱館（現：函館）が開港された。自由貿易港として開港された函館では西洋文化がいち早く入り、1862年（文久2年）頃には祭典余興として、競馬に似たものが行われていた記録が残っている。1875年（明治8年）に招魂社（現：函館護国神社）例大祭の祭典競馬として、蓬莱町の道路に柵を仮設して行われた競馬が、函館競馬の始まりとされる。
1879年（明治12年）の函館大火で翌年の招魂社競馬は中止され、意気消沈した住民を励ますために競馬場開設の構想が持ち上がり、当時の函館県令だった時任為基の尽力により1882年（明治15年）に函館海岸町競馬場が開設され、翌年には函館大経らによって北海共同競馬会社が設立、それまでの祭典競馬とは異なる近代競馬に近い形態の競馬が行われるようになった。函館海岸町競馬場は1896年（明治29年）に現在地へ移転し、数度のコース拡張を経て現在の函館競馬場となった。
初期の主催・運営者だった北海共同競馬会社は1887年（明治20年）に設立された有志競馬会との合併を模索し、「函館共同競馬会」を設立。「函館競馬会」に改称されたのち、1910年（明治43年）に「函館競馬倶楽部」に改称され、補助金競馬から（旧）競馬法の時代に函館競馬を主催。1936年（昭和11年）に（旧）競馬法が改正されると、函館競馬倶楽部は解散し、「日本競馬会」に統合された。日本競馬会は戦後にGHQの指摘を受け解散し、国営競馬を経て1954年（昭和29年）に設立された日本中央競馬会に引き継がれ現在に至っている。
開設時のコースは1周550間 (≒1000m)だったが、1903年（明治36年）には660間 (≒1200m)に拡張。1909年（明治42年）には880間 (≒1600m)に拡張された。

### 函館での障害競走

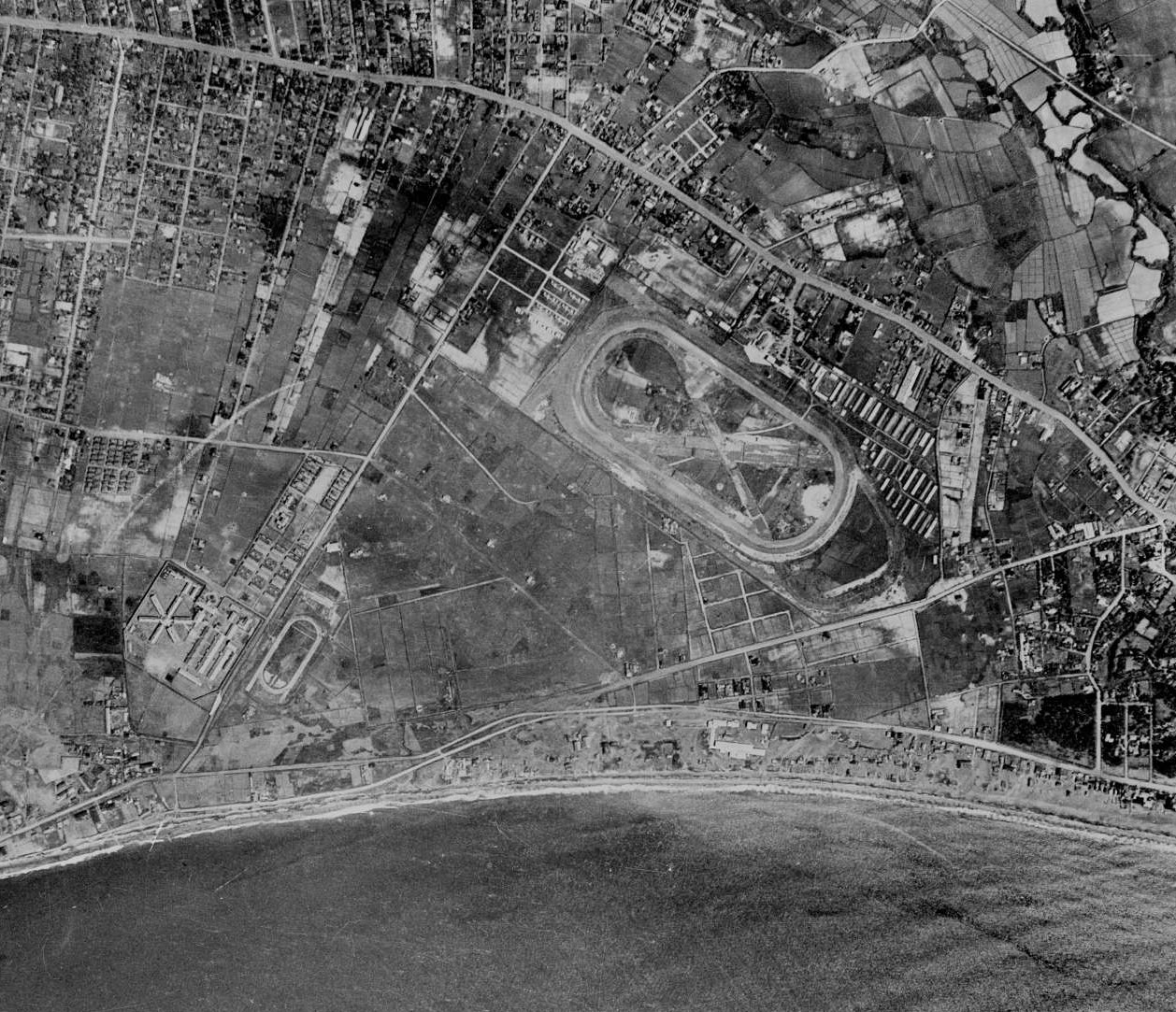
函館競馬場付近の空中写真（1948年撮影）
1コーナー側に障害競走用の馬場があり、3コーナーにもポケットが設置されているのがわかる。

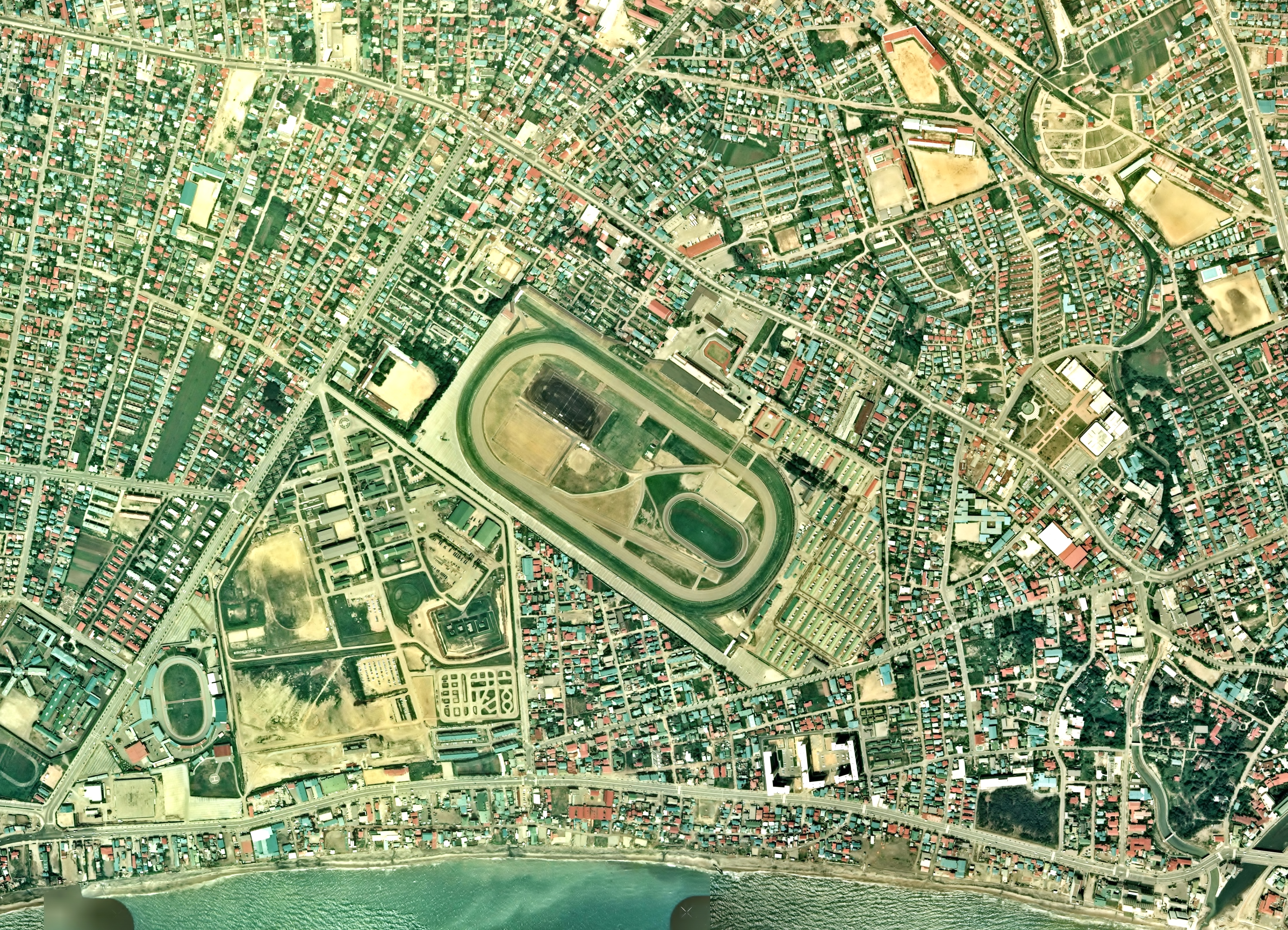
函館競馬場付近の空中写真（1976年撮影の3枚を合成作成）
左下に函館競輪場が見える

かつては函館競馬場にも障害競走用コースが設けられており、北海道でも障害競走が行われていた。
1930年（昭和5年）、本馬場の内側に練習馬場が設けられた。1935年（昭和10年）10月に本馬場の内側で障害走路の工事が始まり、翌1936年（昭和11年）6月に8の字型の障害走路が完成。障害走路には9つの障害があり、同年から障害競走が行われるようになった。しかし、太平洋戦争の戦局悪化により1943年（昭和18年）秋の開催をもって競馬は中止され、競馬場は軍に徴用されて荒廃した。
1946年（昭和21年）に進駐軍が競馬場を簡易的に復旧し、夏から秋にかけて土曜日・日曜日に競馬を行った。この頃にアメリカ陸軍が作成した函館の地図には、当時の競馬場が描かれている。この地図には、第1コーナーから周回走路の外側へ大きく出て、現在の厩舎地区を外寄りに回り、襷コースへ通じる走路が描かれている。現在の函館競馬場の敷地形状は、当時の名残である（航空写真参照）。
障害競走は1950年（昭和25年）に再開されたが、本馬場に置き障害を設置して行われていた。現在は障害コースが撤去され、函館競馬場では平地競走のみが行われるようになった。

### ホッカイドウ競馬の函館開催
函館競馬場では1955年（昭和30年）より地方競馬（ホッカイドウ競馬）が開催され、中央競馬と併催されていたが、1992年（平成4年）以降は開催が休止され、1997年（平成9年）に門別競馬場が新設されたことにより函館での開催権を返上し、函館でのホッカイドウ競馬は1998年（平成10年）に廃止された。
1955年度から1970年度までは毎年開催実績があったものの、以降は開催が数年おきとなり、1972年度・1974年度・1976年度・1980年度・1983年度・1987年度・1990年度・1991年度に開催され、1991年（平成3年）の開催が最後のホッカイドウ競馬函館開催となった。
また、函館競馬場はホッカイドウ競馬の場外発売所（函館場外発売所）としても利用されていたが、2008年（平成20年）に場外発売を終了した。

### 年表
- 1896年 - 函館共同競馬会によって柏野（現駒場町）に開設[25]。
- 1910年 - 函館共同競馬会を函館競馬倶楽部に改称[25]。以後は政府補助金による開催となる。（春・秋の2開催・各2日間開催)
- 1923年 - （旧）競馬法実施によって馬券発売開始。1年に春・秋の2開催、1開催あたりの開催日数を3日間とする。この年以降競馬開催日は年を経るにつれ増えていく。
- 1930年 - 1等馬見所を新設、馬場改修工事竣工[25]。
- 1944年 
  - 3月、戦争によって開催中止（戦争中で制約は大きかったが1943年までは競馬は行われている)[26]。
  - 4月、軍の施設になり高射砲陣地になる[26]。
- 1946年 - 進駐軍競馬開催[25]。
- 1947年 - 日本競馬会による函館競馬が再開[25]。
- 1948年 - （新）競馬法により国営競馬となる[25]。
- 1954年 - 日本中央競馬会設立[25]に伴い、日本中央競馬会函館競馬場となる。
- 1955年 - 道営競馬（現在のホッカイドウ競馬）が函館開催を開始。
- 1970年 - 三橋建築設計事務所の設計によるメインスタンド竣工[27][25]
- 1980年 - 調教馬場をダートコースに改修[25]。
- 1981年 - 「馬温泉所」を開設[28]
- 1991年8月31日 - 馬番号連勝複式勝馬投票券（馬連）を中央競馬で初めて発売開始。
- 1998年 - ホッカイドウ競馬が函館開催を終了。
- 2004年 - 薄暮競走を中央競馬で初めて開催[注 8]。
- 2008年
  - ホッカイドウ競馬の場外発売を終了[23]。
  - メインスタンドの全面改築工事に入る[27]。
- 2010年 - スタンド改築工事が竣工。
- 2020年 - 同年の開催全日はCOVID-19の流行により客を入れずに「無観客競馬」として開催。

## 中央競馬の開催
2023年現在、通常は6月中旬から7月中旬にかけて1回12日開催。全て第3場開催として扱われ、一般競走も含め多くのレースで関東（美浦）所属と関西（栗東）所属の馬や騎手が混在している。
1996年まで6月中旬～7月は札幌競馬→8月～9月は函館競馬と現在とは開催の順が逆であった。札幌競馬場には1989年まで芝コースが存在せず、8月でも幾分涼しい環境で出走可能な芝競走が函館競馬場のみだった影響である。しかし1990年の札幌芝コース開設以降、8月は大都市札幌での開催を希望する競馬関係者の声が強くなり、1997年より函館→札幌という現在の形に変更された。また、より多くの馬券売り上げが見込める主場4場の開催日数を少しでも増やすため、かつての函館16日・札幌16日開催が2012年以降徐々に削減され、函館12日・札幌14日開催（合計6日分が減少）となった。
2021年は東京オリンピックマラソン・競歩競技が札幌市周辺で開催されることに伴う警備上の観点から、7-8月の1回12日（6週間）開催となる。

### 重賞競走
2023年現在は、以下の3競走が施行されている。
GIII
- 函館スプリントステークス - 短距離重賞競走整備の一環として、1994年に創設。創設から第3回までは札幌競馬場で「札幌スプリントステークス」の名称で施行。第4回から函館競馬場での施行に変更され、名称も現名称となった。2006年からサマースプリントシリーズに指定。
- 函館記念[注 9] - 1965年に創設された、ハンデキャップの重賞競走。2006年からサマー2000シリーズに指定。
- 函館2歳ステークス - 1969年に創設。2019年現在、2歳馬の重賞競走としては中央競馬で最初に施行される。

なお、GII格の重賞は、2013年に札幌競馬場の改修に伴い札幌記念が行われたことがある。

### 発売する馬券の種類
○…発売　×…発売なし
| 単勝 | 複勝 | 枠番連複 | 枠番連単 | 馬番連複 | 馬番連単 | ワイド | 3連複 | 3連単 |
| ---- | ---- | -------- | -------- | -------- | -------- | ------ | ----- | ----- |
| ○    | ○    | ○        | ×        | ○        | ○        | ○      | ○     | ○     |

### レコードタイム
出典：JRA公式サイト 中央競馬レコードタイム 函館競馬場
- †は基準タイム。
- 2025年7月13日現在

#### 芝コース（2歳）
| 距離  | タイム  | 競走馬           | 性別 | 斤量 | 騎手     | 記録年月日    |
| ----- | ------- | ---------------- | ---- | ---- | -------- | ------------- |
| 1000m | 0:56.4  | カイショー       | 牝   | 55kg | 池添謙一 | 2025年6月14日 |
| 1200m | 1:08.2  | ブラックチャリス | 牝   | 55kg | 浜中俊   | 2025年6月21日 |
| 1700m | 1:43.8  | ウインストーン   | 牡   | 53kg | 菅原隆明 | 1986年8月30日 |
| 1800m | 1:48.1  | マルガ           | 牝   | 55kg | 武豊     | 2025年7月12日 |
| 2000m | 2:03.9† | ロン             | 牝   | 54kg | 武豊     | 2021年8月1日  |

#### 芝コース（3歳以上）
| 距離  | タイム | 競走馬             | 性齢 | 斤量 | 騎手       | 記録年月日    |
| ----- | ------ | ------------------ | ---- | ---- | ---------- | ------------- |
| 1000m | 0:57.0 | ソロシンガー       | 牝4  | 53kg | 四位洋文   | 1997年6月22日 |
| 1200m | 1:06.6 | カピリナ           | 牝4  | 55kg | 戸崎圭太   | 2025年6月14日 |
| 1700m | 1:41.0 | ケイシュウリイダー | 牡4  | 57kg | 田島良保   | 1983年8月14日 |
| 1800m | 1:44.8 | ケイアイセナ       | 牡6  | 57kg | 藤岡佑介   | 2025年7月13日 |
| 2000m | 1:57.6 | ヴェローチェエラ   | 牡4  | 56kg | 佐々木大輔 | 2025年6月29日 |
| 2600m | 2:37.3 | メイショウガーデン | 牝4  | 55kg | 国分恭介   | 2017年6月17日 |

#### ダートコース（2歳）
| 距離  | タイム | 競走馬         | 性別 | 斤量 | 騎手     | 記録年月日    |
| ----- | ------ | -------------- | ---- | ---- | -------- | ------------- |
| 1000m | 0:57.9 | エムフォー     | 牡   | 51kg | 小林美駒 | 2025年7月5日  |
| 1700m | 1:47.3 | カズラポニアン | 牡   | 54kg | 横山和生 | 2021年7月24日 |

#### ダートコース（3歳以上）
| 距離  | タイム | 競走馬         | 性齢 | 斤量 | 騎手     | 記録年月日    |
| ----- | ------ | -------------- | ---- | ---- | -------- | ------------- |
| 1000m | 0:57.7 | エピグラフ     | 牡3  | 54kg | 松永幹夫 | 2000年7月23日 |
| 1700m | 1:41.7 | モンドクラッセ | 牡5  | 57kg | 三浦皇成 | 2016年6月25日 |
| 2400m | 2:32.2 | ヤマノマタカ   | 牡5  | 57kg | 丹内祐次 | 2022年7月2日  |

## アクセス

### 路面電車
- 函館市企業局交通部（函館市電）「函館駅前」より約25分[1]、「競馬場前」下車 (240円)。

### 路線バス
- 函館駅前より函館バスにて約25分[1]。「競馬場前」下車。
- 函館空港より空港循環バス「とびっこ」にて約25分。「競馬場前」下車。

上記のほか、2014年は開催時のみ、競馬場より各方面に有料の臨時バスを運行する。
- 函館駅前行（深堀町・五稜郭・中の橋経由）
- 函館空港行（湯倉神社前・戸倉町・湯川団地北口経由）